# Gradungulidae
Los gradungúlidos (Gradungulidae) son  una pequeña familia de arañas araneomorfas, que forman parte de la superfamilia de los austroquiloideos (Austrochiloidea) junto con Austrochilidae.
Son de medida media a grande, son  haploginos, pero tienen dos pares de pulmones en libro como los migalomorfos.

## Sistemática
Los gradungúlidos son  una pequeña familia y hasta el 31 de diciembre de 2011, incluye 7 géneros y 16 especies.
- Gradungula Forster, 1955 (Nueva Zelanda)
- Kaiya Gray, 1987 (Australia)
- Macrogradungula Gray, 1987 (Queensland)
- Pianoa Forster, 1987 (Nueva Zelanda)
- Progradungula Forster & Gray, 1979 (Australia)
- Spelungula Forster, 1987 (Nueva Zelanda)
- Tarlina Gray, 1987 (Queensland, Nueva Gales del Sur)

Progradungula  es el único género con cribelo de la familia. Es una araña grande con patas muy largas, parecida a  Hickmania, un Austrochilidae.